# イスラム教における斎戒
イスラム教における斎戒(イスラムきょうにおけるさいかい、アラビア語: صِيَام / صَّوْم、ペルシア語: روزه）とは、一般的に飲食や喫煙や性行為をある期間控えるイスラム教の慣習をいう。イスラム教の神聖月ラマダーン期間だと、夜明けの礼拝時から日没の礼拝をするアザーンが響く時までサウムが観察される。ラマダーンとはイスラム陰暦9番目の月で、サウムは五行 (イスラム教)の4番目なのでイスラム教徒にとって必須の義務である。

## 概要
斎戒はイスラム教徒のためだけではなく、仏教においても八斎戒が定められているほか、キリスト教、儒教、ヒンドゥー教、ユダヤ教などの各宗教によって何世紀にもわたり実践されている。イスラム教の聖典クルアーン（コーラン）には、アッラーの言葉が以下のように書かれている。
信仰する者よ、あなたがた以前の者に定められたようにあなたがたに斎戒が定められた。恐らくあなたがたは主を畏れるであろう。 (クルアーン2:183)
斎戒とは、精神修養や自制心を形成するために、定められた期間あらゆる身体的欲求を自ら放棄する信仰心の実践である。イスラム教徒は黎明の礼拝（ファジュル）から日暮れの礼拝（マグリブ）のアザーンが聞こえてくる時まで飲食を禁じられる。斎戒の始まる時刻は、屋外にいる人が「白糸と黒糸の見分け」がつく時と考えられている。

## クルアーン
クルアーンでは斎戒の実践が述べられている。2:184節ではイスラム教徒が斎戒をやめても許される状況を書いており「貧者への給養」など代わりの償いを紹介している。 また、2:184-185節では病人や旅路にある者が斎戒する必要はないことを強調すると共に、後日「同じ日数」斎戒すればよいとされている。5:95節によれば、特に「巡礼者」の間に鳥獣を殺した場合など、ある種の罪を償うために斎戒が用いられる場合もある。またクルアーン2:185節は、ラマダーンを「導きと（正邪）識別の明証としてクルアーンが下された月」だと述べている。97章みいつでは、クルアーンが「みいつの夜 (Laylat al-Qadr) 」に下されたと述べられており、イスラム教徒達はラマダーンの最後10夜のある一夜でそれを見る（つまりは神の啓示が下る）とされている。
ラマダーンの月こそは、人類の導きとして、また導きと（正邪の）識別の明証としてクルアーンが下された月である。それであなたがたの中、この月（家に）いる者は、この月中、斎戒しなければならない。病気にかかっている者、または旅路にある者は、後の日に、同じ日数を（斎戒する）。-クルアーン2:185
巡礼までの間を楽しむ者は、容易に得られる犠牲を捧げなければならない。もしそれを捧げることが不可能な時は、巡礼中に3日、帰ってから7日、合せて10日間（の斎戒）をしなさい。これは聖なるマスジド（の所在地マッカ）に、家を持たない者に対する掟である。-クルアーン 2:196
あなたがたが巡礼者の間は、狩猟して鳥獣を殺してはならない。もし、あなたがたの中、知りながらそれを殺した者の償いは、あなたがたの中公正な２名の者の判定により、その殺したものと等しい（価の）家畜を、カアバに運んで捧げるか、またはその贖罪のために貧者に食を供するか、またはそれに相当する斎戒を行うことである。-クルアーン 5:95
ズィハールを宣言してその妻を遠ざけた者が、後にその言ったことを撤回しようとする時は、両人が互に触れる前に、一人の奴隷を解放しなければならない。これは、あなたがたに戒告されたことである。アッラーは、あなたがたの行うことを熟知なされる。しかし（解放する奴隷を）持たない者は、両人が互に触れる前に、2ヶ月続けて斎戒しなさい。それをなし得ない者は、60人の貧者に食を与えなさい。-クルアーン 58:3-4

## 条件

### 意思表明（ニーヤ）
意思表明（ニーヤ）は斎戒の決断を意味する。ラマダーンでは、前夜のうちに夜な夜な意思を持つことが不可欠である。斎戒を行うにあたっては、意思が必要である。

### 一般的な条件
斎戒の期間を通して、イスラム教徒はそれ以外の時期にクルアーンが許可している特定行為、すなわち飲食と性交、を控えることになっている。これは、クルアーンないしシャリーア法の下で不許可とされること（陰口や猥談、議論や闘争、欲情的思想）を避けるというイスラム教徒達から認知済みの標準的義務に加えて行なわれる。この標準的な義務を守らなければサウムは意味をなさず、単なる飢餓行為と見なされる。斎戒は、仲間の生き物にもっと慈悲深くなる動機となるべきものである。この月に行なう貧窮者への慈善的拠出が、最も報いのある賛美行為の一つとされている。
斎戒は、以下5つの条件を満たす人に義務付けられている。
1. イスラム教徒であること。
2. 責任を果たせること（思春期を終えたイスラム教徒）。
3. 斎戒する能力があること。
4. 定住している（放浪中でない）こと。
5. 病気、怪我による極度の痛み、母乳育児、妊娠といった斎戒の妨げがないこと。

病気、看護、放浪している場合、その人は斎戒から免除だと見なされる。病気、看護、放浪のために中断したり出来なくなった斎戒は、次のラマダーン月の前までに実行可能な時いつでも実施する必要がある。
クルアーンによれば、どんな場合であれ斎戒せずに済むのは当該行為が本人の健康にとってリスクとなりうる場合で、例えば病人や高齢者や旅路にある者、女性だと月経中や妊娠中や看護している人にのみ許可される。ただし、これはフィディア（斎戒を中断したり出来ない場合に納める寄進）を日々払うことで補われる必要がある。
イスラム教の学者は、月経中の女性に対して斎戒の順守は禁止だと主張している。ただし、月経期が終わったら入浴して斎戒を続けなければならないという。月経によって中断したり出来なかった斎戒は、次のラマダーン月になる前に自分ができる時いつでも実施する必要がある。クルアーンは全ての宗教的義務が男女どちらにも課せられたと指定しているので、女性は月経でない時に斎戒する必要がある。これはクルアーンが月経を「不浄」と述べているのが原因である（クルアーン2：222）。米国のイスラム教広報担当 によれば、この禁止の理由は月経に伴う痛みのためだという。イスラム教徒の女性がこの時期にジクル（アッラーを想起すること）やドゥア（アッラーへの嘆願）をするのは構わないとされる。

### 斎戒違反とその顛末
ラマダーン期間に、意図しない飲食によって斎戒を破った場合、彼らは日中の残りについて斎戒を続ける必要があり、斎戒は効力を有している。意図的な飲食によって斎戒を破った人に関しては、当人がその埋め合わせを行い、かつ悔い改めなければならない。性交渉したことにより斎戒に違反した場合、以下の顛末となる。
1. 奴隷を1人解放。それが不可能なら2を行う。
2. ヒジュラ暦で2カ月連続して斎戒する。それが不可能なら3を行う。
3. 困窮者60人に食べ物または服を与える[15]。

自発的な斎戒の期間中に意図せず斎戒に違反した場合、彼らはその日の残りについて斎戒を続ければよく、斎戒は効力を有している。意図的に斎戒に違反した場合、それは自発的なものに過ぎないので罪は咎めないとされる。

### 宣誓違反とその顛末
宣誓を立てるも、状況に応じてそれを中断せざるを得ない場合（または誓いを立てた者が故意にそれを破った場合）、その人物は奴隷を1人解放するか自分の家族を養うだけの量の食事や服を10人の困窮者に与えることによる贖い（カファラ）を行う必要があり、そのどちらも出来ない者には代わりに3日間の斎戒をするよう規定されている（クルアーン5:89）。

### 開始と終了

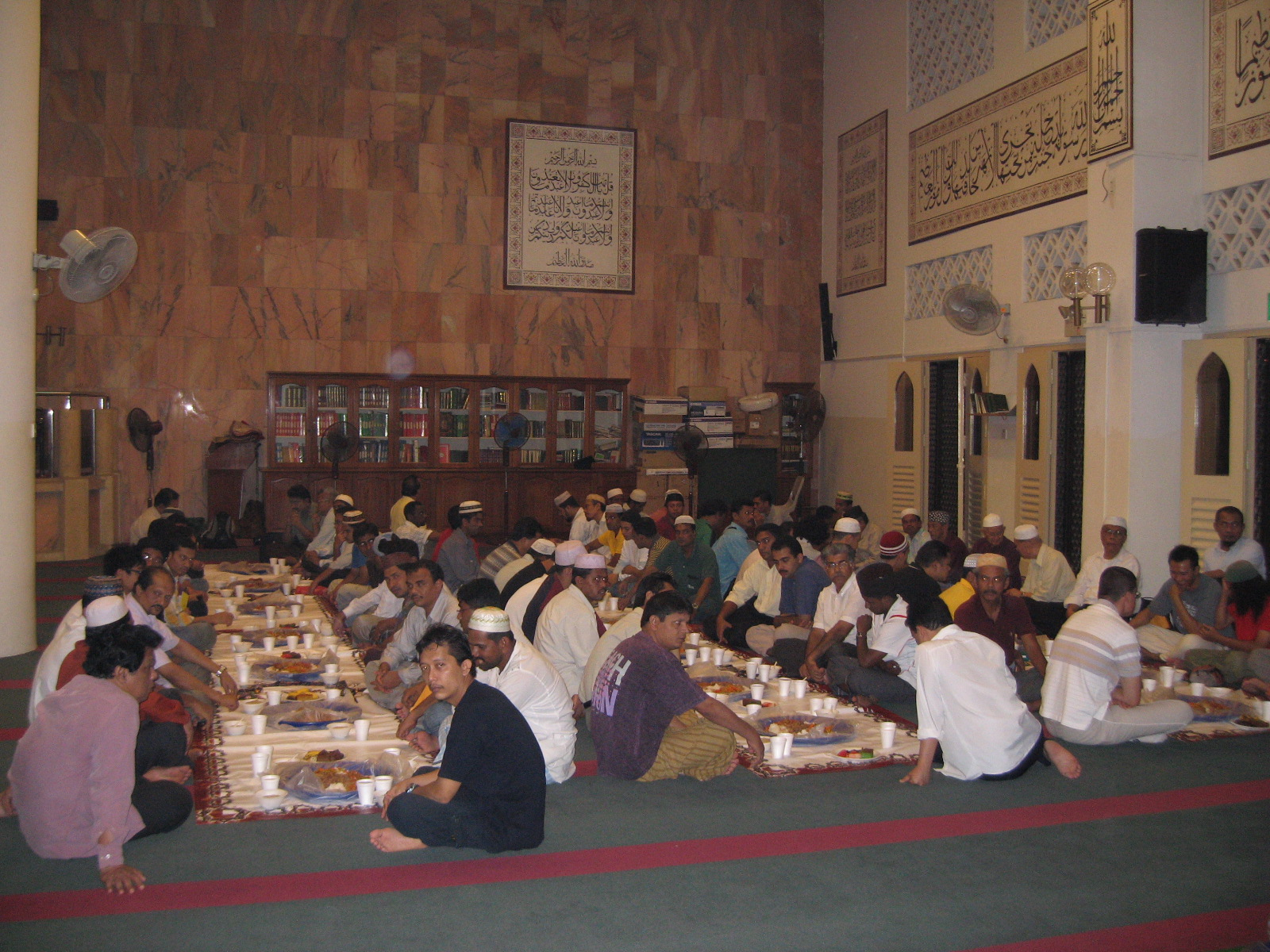
モスクでの斎戒終了

ムハンマドから受け継がれた伝統に従い、イスラム教徒はスフールと呼ばれる未明の食事を食べる。あらゆる飲食は、黎明の礼拝ファジュルを呼びかけるアザーン前に終える必要がある。明確な天文学的定義のあるズフルとマグリブ（正午過ぎと日没後）の礼拝とは異なり、ハディースで綴られているように「真の黎明(al-fajr al-ṣādiq)」のタイミングについては実際に使用される定義が幾つかある。これらは太陽の中心が地平線下12-21°にある時で、一般的な夜明けの約40-60分前に相当するという。この食事ではイスラムの食事法 (Islamic dietary laws) 以外に制限はなく、スフールを終えた後イスラム教徒はファジュルの礼拝を暗唱する。スフールの後に飲食することはできない。ウドゥの最中、水を口に含む（ゆすぐ）ことはできるが嚥下してはならない。
斎戒を終えてからの食事はイフタールとして知られている。イスラム教徒がマグリブ礼拝の前にデーツや水で斎戒を中断するとしたら、彼らがより健全な食事をることができる場合である。

## 霊的な側面
この斎戒は、自制をして欲望に囚われることのないよう、合理的な限界範囲で自身の食欲や情欲を克服するための宗教的義務の一形態として、全てのイスラム教徒に命じられたものである。クルアーンは、人間が欲望からその身を妨ぐことができないなら、人間は救いに到達することができないと述べている。
主の御前に立つことを恐れた者、また低劣な欲望に対し（自分の）魂を抑制した者は、本当に楽園がその住まいであろう。-クルアーン79:40-41
イスラム教徒は、アッラーの命令にしたがい日常生活の許容範囲を削って、自制心を強化したり主の意識を高める。それは人々への罰として規定されたものではなく、重荷となる慣行を課すとも規定されていない 。それは道徳的かつ精神的な鍛練であり、その根底にある思想は人間の誘惑がイスラム教の説く道徳的規律を超えないよう節度および精神的規律を教授するものである。 加えて、斎戒は一定期間だけの義務であり、肉体的な欲求を完全に放棄することは推奨していない。飲食および性交は、斎戒が終わると人間として許されるようになる。したがって、イスラム教の斎戒はその自然な範囲内で適度な節制を促す目的がある。

## 健康への影響
イスラム教の斎戒は、一般的な人間の昼夜ルーティンを逆転させてしまう時間制限された食習慣として、順守する者にとって睡眠パターンおよび一般的な健康に有害な影響を及ぼす可能性がある。ラマダーンにおける斎戒は、睡眠パターンおよび関連するホルモン産生を変えてしまうことが示されている。
数千人もの学童による統計比較（妊娠中にラマダーンの月が無かった者達と妊娠中にラマダーンの月が重なった者達がいる）では、母親がラマダーンの斎戒を守った場合に、知能が著しく低くなり、認知能力も低く、思春期の第二次性徴も乏しくなることが明らかとなった。またラマダーン期間に母親が斎戒した児童は幾つかの慢性疾患（例えば2型糖尿病）の発祥率も高いという。
断食は、DPP-4レベルを低下させてDPP-4阻害物質を活性化し、骨粗鬆症を予防することが証明された選択肢の1つである。一方、概日リズムは骨粗鬆症と直接的な関係性がある。これはバイオマーカーによって発見され、一日の特定時間の断食、特にイスラム教の伝統の一部として推奨されている時間帯は、骨粗鬆症の発症を減らすのに非常に効果的であることが示されている。
ベルリンとイギリスの教育部門は、飲食しないことが集中力の問題や悪い成績につながる可能性があると主張しているため、学生にラマダーン期間の断食を思い留まらせようとした。このほかラマダーンの断食は職場の生産性を35-50%低下させることにも関連しているという。
ラマダーンの断食に関連した健康上の利点の多くは、健康な人にすら有害影響を及ぼしうる水分の摂取不足を無視して、食事の禁欲だけを考慮したものである。多くのイスラーム文化では、断食がスフールとイフタール時間における食物と水の大量摂取と関わっていて、良い影響よりも害を及ぼす可能性がある。
全体的な食物と水の摂取量が十分であるという条件ならラマダーンの断食は健康な人にとって安全だが、斎戒前やその最中に健康上の問題が発生した場合は、その症状を医者に診察してもらうべきである。断食期間は僅かな体重の減少と一般に関連があるが、体重はその後リバウンドしうる。
イラン人団体の批評文献は、ラマダーン期間の断食が中等度(GFR < 60ml/分)または重度の腎臓病患者に腎不全を引き起こす可能性があるものの、機能が良好な腎移植患者や大半の結石形成患者には有害でなかったことを示唆した。ただし、病気やそのリスクを有する個人は斎戒の義務を免除されるため、ラマダーンの断食をせずに済ます場合がある。
ラマダーンの断食は、妊婦にとって陣痛を誘発したり妊娠糖尿病を引き起こすリスクに関連しているため潜在的リスクがあるものの、子供の体重に影響を及ぼすとは考えられていない。女性や子供の命に危険が及ぶ場合は斎戒せずとも許されるが、多くの場合妊婦はそうした合併症を発症する前に異常が見られない。したがって、妊婦は斎戒せずに済ませて代わりにフィディアを納める方が望ましい。
ただし、脱水症ほかの医療リスクがある人でこれが重大な結果をもたらしうる場合は、当人の断食中断が許可されることに留意する必要がある。通常は日没時に報告される水と食物の過剰摂取に関する解決策として、（一度に大量に飲むのではなく）一晩じゅうにわたって水分摂取することや、断食の中断時に過食しないことが助言されている。ムハンマド・アブドゥフによると、健康上の懸念、母乳育児や妊娠（この場合はフィディア）、激しい肉体肉労働を必要とする作業に就いていて明確なリスクがある場合、当人は斎戒を中断して他の月にそれを置き換えたり、フィディアを納めることができる。
明確なリスクがある場合は、まだそのリスクに陥っていなくとも当人の健康を鑑みて斎戒せずに済ますことが許され、イブン・クダーマ（法律書『アル=ムグニー』の著者）は自著にて、一部の学者は歯痛や皮膚の打撲傷などの非常に軽い容体でも斎戒せずに済ますことを許可したり、放浪者なら当人が可能でも斎戒せずに済ますことが許可されると述べている。この立場はブハーリーやザーヒル派に支持されていると言われている。しかし、この見解はイスラム教徒の間では少数派と考えられ、斎戒せずに済ませたいがための単なる言い訳として使われる場合があるため、適用されていない。

## 日程

### ラマダーンの月
ラマダーンの月における斎戒はファードゥ（神に命じられた宗教的義務）と考えられている。イブン・クダーマは、ラマダーン月に斎戒が義務付けられているというイスラム教徒の共通認識があると述べた。

### 誓いの日
例えば「良い成績で卒業できるなら、自分はアッラーのために3日間の斎戒をするつもりです」 などと誰かが誓いを立てた場合、（イスラム教の）普遍的信念では当人がこれを実現させるべきだと言う含みがある。この種の斎戒は義務だと考えられており、こうした誓いを破ることは罪深いと考えられている。

### 自発的な斎戒のための日
義務ではないが、イスラム教徒には年間を通じて以下の日々における斎戒が奨励されている。ムハッラム（イスラム暦1番目の月）の9日と10日ないし10日と11日。アーシューラーと呼ばれる10日は、ユダヤ教徒にとっても斎戒の日（ヨム・キプル）であり、アッラーがイスラム教徒に斎戒を命じたとされる。他には以下のものがある。
- イスラム暦のシャウワール月（ラマダーン月の翌月）で任意の6日間
- できれば月曜日と木曜日の斎戒が望ましい[40]
- 白の日々 (The White Days) ことイスラム暦の各月13日、14日、15日
- アラファの日(イスラム暦12番目の月ズー・アル＝ヒッジャの9日）
- ラマダーンの前（7番目の月ラジャブと8番目の月シャアバーン）はできるだけ頻繁に
- ズー・アル＝ヒッジャ最初の9日間（ただしハッジの巡礼中である者は除く）

### 斎戒が禁止されている日
イスラム教では斎戒が敬虔な行為とみなされるが、スンニ派の学者の大多数によれば斎戒が禁止または推奨されないと考えられる時期がある。
- イード・アル＝アドハーとその後3日間。なぜならムハンマドが「あなた方はこの日々に斎戒してはならない。その期間は飲食をしてアラーを想起する日々である」と述べたと、アブ・フライラによって伝えられたため。
- イード・アル＝フィトル
- このほか、金曜日を選んで毎週金曜日だけ斎戒することは禁じられている。これはムハンマドの「間違いなく、あなた方にとって金曜日はイード（休日）なので、前日または翌日に斎戒するのでもない限り斎戒をしてはならない」という言葉をアムル・イブン・アル＝アースが聞いたためだという。
- 年じゅう毎日の斎戒に報いはないと考えられている。ムハンマドが「永続的に斎戒する者には斎戒の報いが一切ない」と語ったとされ、このハディース（言行録）がスンニ派の学者によって本物と考えられているためである[41]。

クルアーンには、斎戒の日に関するこれ以外の禁止事項は含まれていない。

## 極地の場合

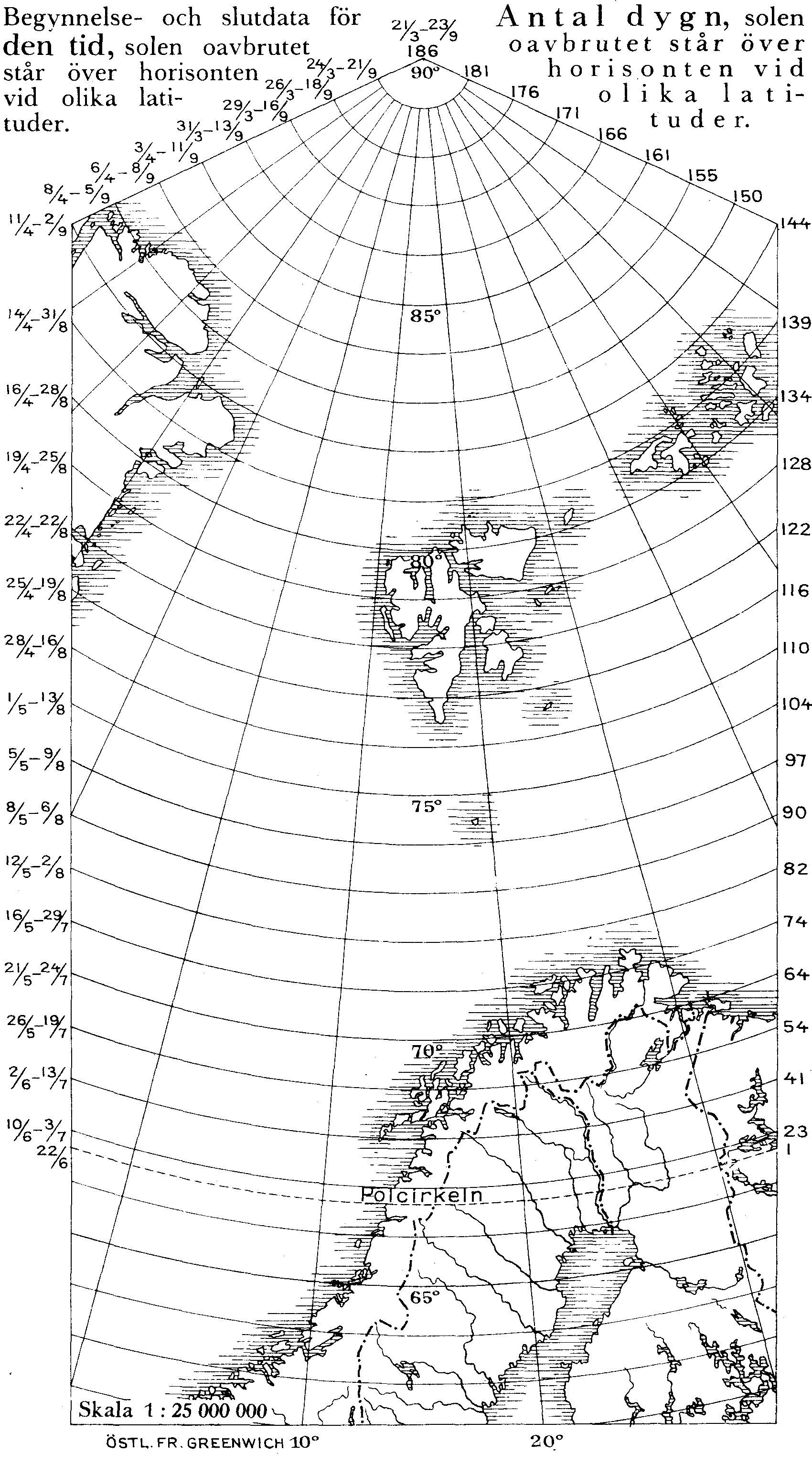
高緯度での白夜期間（左）および極夜の日数を表した地図

極地と斎戒に関して直接には何も語られていない。ただし、斎戒とは恭順者が推定して24時間ごとに行うべきものだと裏付けるアル・マシフ・アド・ダジャルに関する言行録が存在しており、これがサウジアラビア王国の上級学者評議会の見解となっている。
これらの懸念は、極緯度だと夏至の頃に白夜となったり冬至の頃に極夜となることが原因となっている。この自然現象は、地軸が夏に太陽に向かって（冬は太陽から離れて）傾くことで、極が6ヶ月間太陽の光を浴び続ける（逆の6カ月は全く浴びない）ために発生する。最初期はイスラム教徒の大半が極地ではなく太陽が日中頭上にあって夜に日が沈む亜熱帯に住んでいたため、昔のイスラム教徒はこれら現象を経験したことがなかった。
クルアーンは以下のように述べている。
（ラマダーン期間は）白糸と黒糸の見分けられる黎明になるまで食べて飲め。その後は日暮れまで斎戒を全うしなさい。-クルアーン2：187
これだと、斎戒は日中と夜とが生じている場合にだけイスラム教徒の義務であり、それが無いなら斎戒は必要ないという帰結になる。すると、スヴァールバル諸島のイスラム教徒は日中と夜が太陽によって顕著な時にだけ斎戒する必要があることになる。仮にラマダーンが6月や12月（スヴァールバル諸島だと太陽によって日中と夜がはっきりしない時期）に来るなら彼らは斎戒せずに過してよいことになり、後の3月や9月（スヴァールバル諸島だと太陽によって日中と夜が顕著になる）に斎戒を全うできることになる。イスラム法では、それをカーダ (Qadha) と呼んでいる。クルアーンにて、神は以下のように述べている。
後の日に、同じ日数を（斎戒する）。アッラーはあなたがたに易きを求め、困難を求めない。これはあなたがたが定められた期間を全うして、導きに対し、アッラーを讃えるためで、恐らくあなたがたは感謝するであろう。-クルアーン2:185